# Loch Scavaig
Loch Scavaig is een baai aan de zuidkust van het Schotse eiland Skye.
Loch Scavaig ligt aan de plaats Elgol, aan het einde van de weg B8083 vanaf Broadford. Loch Scavaig wordt via een smalle landtong gescheiden van Loch Coruisk. Beide bieden uitzicht op de Cuillin, zwarte heuvels van gabbro en rode heuvels van graniet. Bootjes vanaf de kade van Elgol zetten toeristen af op de landtong tussen beide.

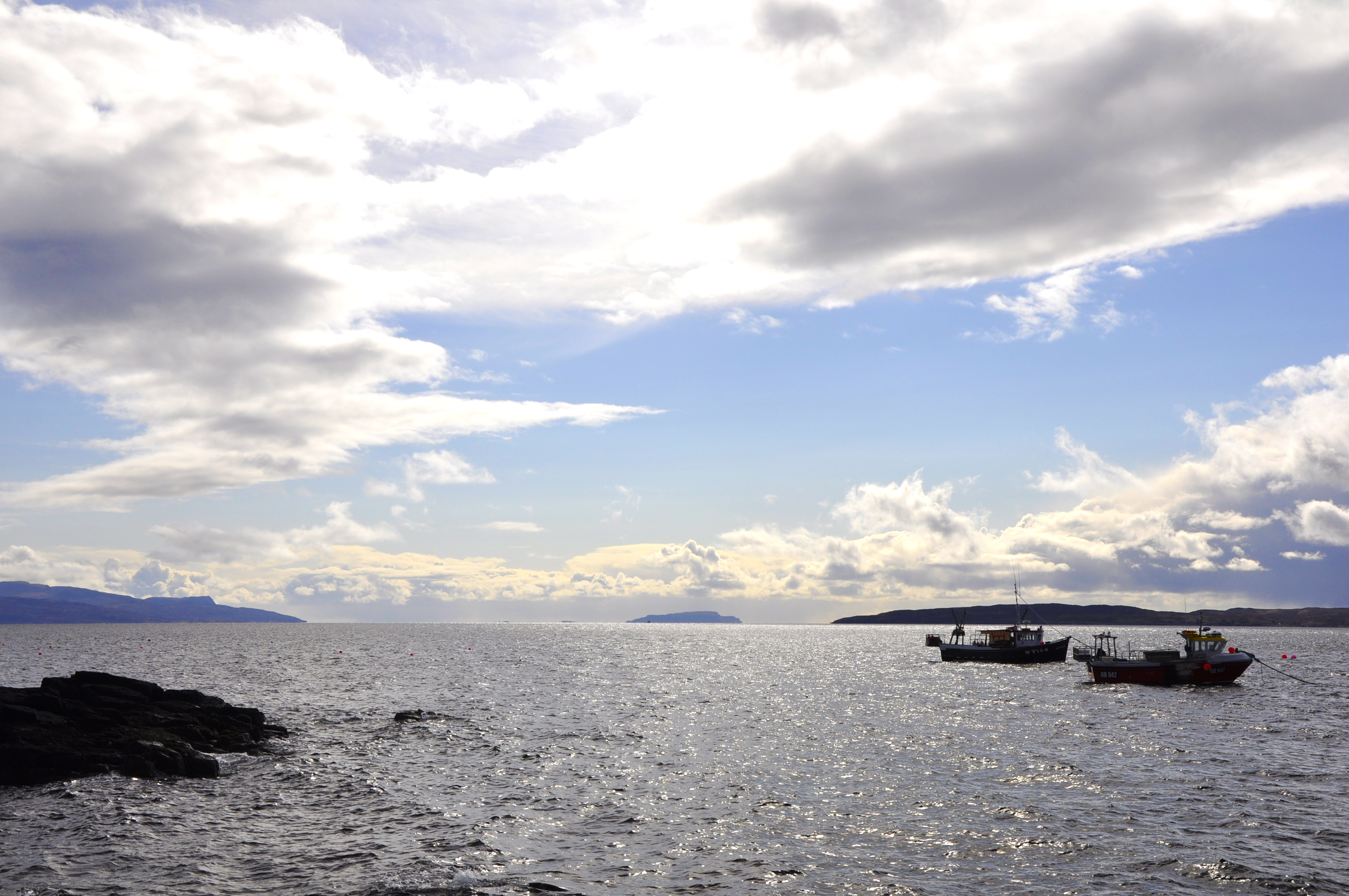
Loch Scavaig vanaf Elgol in zuidwestelijke richting, met Rum op de achtergrond